# رهان كبير (مسلسل)
رهان كبير (بالكورية: 카지노)؛ هو مسلسل ويب كوري جنوبي، من بطولة تشوي مين سيك، سون سوك كو، لي دونغ-هوي وهيو سونغ تاي. عرض على منصة ديزني+ في 21 ديسمبر 2022.

## القصة
يحكي قصة رجل، أُطلق عليه ذات مرة اسم ملك الكازينو، فقد كل شيء في سلسلة أحداث مؤسفة، فيعود إلى ساحة القمار مرة أخرى. هذه المرة يراهن على حياته.

## الإنتاج

### صناعة
المسلسل من كتابة واخراج كانغ يون سونغ الذي كتب واخرج وانتج العديد من الافلام. من إنتاج شركة آرك ميديا بجانب بي أ انترتينمنت وسي-جيس إنترتينمنت، وهي سلسلة أصلية لصالح منصة ديزني+. يتم انتاج المسلسل بميزانية ضخمة بحوالي 20 مليار وون كوري. المسلسل مكون من 16 حلقة مقسمة على جزئين، 8 حلقات لكل جزء.

### التصوير
بدأ التصوير في فبراير 2022. وفي مايو 2022 ، أفيد أن التصوير يجري حاليًا في الفلبين. في يونيو، أفيد أن المسلسل انتهى مؤخرًا من التصوير في الفلبين ويتم تصويره حاليًا في كوريا. انتهى التصوير في 3 أغسطس 2022.

### الإصدار
في 15 سبتمبر 2022 ، أصدرت ديزني+ أول عرض تشويقي للمسلسل، بجانب الإعلان عن تاريخ العرض الاول، ومن المقرر عرض المسلسل 21 ديسمبر 2022.

## روابط خارجية
- رهان كبير على موقع IMDb (الإنجليزية)
- رهان كبير على موقع روتن توميتوز (الإنجليزية)
- رهان كبير على موقع فيلمافينيتي (الإسبانية)
- رهان كبير على موقع كينوبويسك (الروسية)
- رهان كبير على موقع قاعدة بيانات الفيلم (الإنجليزية)
- رهان كبير على هانسينما